# Assistència sanitària

Mapa mundial d'atenció sanitària universal.
Països amb assistència sanitària gratuïta i universal
Països amb assistència sanitària universal
Països amb assistència sanitària gratuïta, però no universal
Països sense assistència sanitària gratuïta o universal
Sense dades

L'assistència sanitària, atenció mèdica, assistència mèdica o atenció sanitària, és conjunt de serveis que es proporcionen a l'individu, amb la finalitat de promoure, protegir i restaurar la seva salut. Es considera com assistència sanitària a la prevenció, tractament i maneig de la malaltia i la preservació del benestar mental i físic a través dels serveis oferts per les professions de medicina, farmàcia, odontologia, infermeria i afins. El sistema d'assistència sanitària pot ser assistència sanitària universal o assistència sanitària pública i assistència sanitària privada.
Segons l'Organització Mundial de la Salut, l'assistència sanitària abasta tots els béns i serveis dissenyats per promoure la salut, incloent "intervencions preventives, curatives i pal·liatives, ja siguin dirigides a individus o poblacions". La provisió organitzada d'aquests serveis pot constituir un sistema d'assistència sanitària. Aquesta pot incloure una organització governamental tal com, al Regne Unit, el Servei Nacional de Salut o una cooperació entre el Servei Nacional de Salut i Serveis Socials, tal com passa a 'Shared Care'. Abans que el terme "assistència sanitària" es fes popular, els anglòfons es referien a la medicina o al sector sanitari i parlaven del tractament i la prevenció de la malaltia i la discapacitat.
En la majoria de països desenvolupats i en molts països en desenvolupament, l'assistència sanitària és proveïda a tots sense importar la seva capacitat per pagar. El Servei Nacional de Salut del Regne Unit va ser el primer sistema d'assistència sanitària universal proveït pel govern. Va ser establert el 1948 pel govern laborista de Clement Attlee. Alternativament, es pot proveir l'assegurament sanitari obligatori fundat pel govern amb honoraris nominals, com passa a Itàlia. Altres exemples són "Medicare" a Austràlia, establert en la dècada de 1970 pel govern laborista, i pel mateix nom "Medicare" al Canadà, establert entre 1966 i 1984, o la Seguretat Social a Espanya. L'assistència sanitària universal contrasta amb els sistemes com l'assistència sanitària dels Estats Units o de Sud-àfrica, encara que Sud-àfrica és un dels molts països que intenten reformar la seva assistència sanitària.